# Korgās
Korgās (persiska: کرگاس, Korgāz) är en ort i Iran.   Den ligger i provinsen Kerman, i den sydöstra delen av landet, 1 000 km sydost om huvudstaden Teheran. Korgās ligger 1 873 meter över havet och antalet invånare är 178.
Terrängen runt Korgās är kuperad åt sydväst, men åt nordost är den bergig.Runt Korgās är det glesbefolkat, med 17 invånare per kvadratkilometer. Korgās är det största samhället i trakten. Trakten runt Korgās består i huvudsak av gräsmarker.